# This Time Around
 This Time Around is een nummer van Michael Jackson en rapper The Notorious BIG. Het nummer verscheen op Jacksons negende studioalbum, HIStory: Past, Present and Future, Book I (1995). 
Het nummer werd uitgebracht  als promotiesingle voor het album op 26 december 1995 (alleen in de Verenigde Staten), met een radioversie en remixes. De promo werd uitgebracht in drie verschillende versies, als een cd-single met alleen het nummer, als een 12" single met remixes en als een maxi-single.
De teksten werden geschreven door Michael Jackson, terwijl de muziek werd gecomponeerd door Dallas Austin, Bruce Swedien en Rene Moore. Dallas Austin en Michael Jackson produceerden het lied, terwijl Bruce Swedien en Rene Moore dienden als co-producenten. 
De songtekst vertelt over de problemen van een muzikant met zijn beroemdheid en het omgaan met het sterrendom.